# 魔法门之英雄无敌II：延续的战争
《魔法门之英雄无敌II：延续的战争》（通称「英雄无敌2」，英文缩写）是一款由New World Computing制作，由3DO公司于1996年发布的回合制策略游戏。它是《魔法门之英雄无敌》系列游戏的第二代作品。
游戏拥有一个资料片：1997年4月发布的《魔法门之英雄无敌II：忠诚的代价》（Heroes of Might and Magic II: The Price of Loyalty）。另外还有一个1999年1月发布的黄金版（二合一版本）。